# Shelby Cannon
Shelby Cannon (ur. 19 sierpnia 1966 w Hattiesburg) – amerykański tenisista, zwycięzca US Open 1989 w grze mieszanej.

## Kariera tenisowa
Jako zawodowy tenisista Cannon występował w latach 1989–1997.
Sukcesy Cannon odnosił głównie w grze podwójnej, wygrywając 3 turnieje rangi ATP World Tour spośród 9 rozegranych finałów.
W 1989 roku Amerykanin został mistrzem US Open w konkurencji gry mieszanej, wspólnie z Robin White. W finale pokonali Meredith McGrath i Ricka Leacha.
W rankingu gry pojedynczej Cannon najwyżej był na 318. miejscu (5 października 1987), a w klasyfikacji gry podwójnej na 27. pozycji (10 maja 1993).

### Finały w turniejach ATP World Tour
| Legenda                                      |
| -------------------------------------------- |
| Wielki Szlem                                 |
| Igrzyska olimpijskie                         |
| Tennis Masters Cup / ATP Finals              |
| ATP Masters Series / ATP Tour Masters 1000   |
| ATP International Series Gold / ATP Tour 500 |
| ATP International Series / ATP Tour 250      |

#### Gra mieszana (1–0)
| Końcowy wynik | Nr | Data             | Turniej            | Nawierzchnia | Partnerka   | Przeciwnicy                 | Wynik finału  |
| ------------- | -- | ---------------- | ------------------ | ------------ | ----------- | --------------------------- | ------------- |
| Zwycięzca     | 1. | 10 września 1989 | US Open, Nowy Jork | Twarda       | Robin White | Meredith McGrath Rick Leach | 3:6, 6:2, 7:5 |

#### Gra podwójna (3–6)
| Końcowy wynik | Nr | Data                 | Turniej   | Nawierzchnia | Partner           | Przeciwnicy                       | Wynik finału  |
| ------------- | -- | -------------------- | --------- | ------------ | ----------------- | --------------------------------- | ------------- |
| Finalista     | 1. | 20 sierpnia 1989     | Montreal  | Twarda       | Charles Beckman   | Kelly Evernden Todd Witsken       | 3:6, 3:6      |
| Zwycięzca     | 1. | 28 października 1990 | São Paulo | Dywanowa     | Alfonso Mora      | Mark Koevermans Luiz Mattar       | 6:7, 6:3, 7:6 |
| Finalista     | 2. | 10 lutego 1991       | Guarujá   | Twarda       | Greg Van Emburgh  | Olivier Delaître Rodolphe Gilbert | 2:6, 4:6      |
| Zwycięzca     | 2. | 21 czerwca 1992      | Genua     | Ceglana      | Greg Van Emburgh  | Paul Haarhuis Mark Koevermans     | 6:1, 6:1      |
| Finalista     | 3. | 10 stycznia 1993     | Doha      | Twarda       | Scott Melville    | Boris Becker Patrik Kühnen        | 2:6, 4:6      |
| Zwycięzca     | 3. | 11 kwietnia 1993     | Barcelona | Ceglana      | Scott Melville    | Sergio Casal Emilio Sánchez       | 7:6, 6:1      |
| Finalista     | 4. | 19 kwietnia 1993     | Nicea     | Ceglana      | Scott Melville    | David Macpherson Laurie Warder    | 4:3 krecz     |
| Finalista     | 5. | 9 stycznia 1994      | Doha      | Twarda       | Byron Talbot      | Olivier Delaître Stéphane Simian  | 3:6, 3:6      |
| Finalista     | 6. | 29 października 1995 | Santiago  | Ceglana      | Francisco Montana | Jiří Novák David Rikl             | 4:6, 6:4, 1:6 |